# Laevicaulis
Laevicaulis is een geslacht van weekdieren uit de klasse van de Gastropoda (slakken).

## Soort
- Laevicaulis comorensis (P. Fischer, 1883)